# Fronte Nazionalista (Stati Uniti d'America)
Il Fronte Nazionalista, anche noto come Fronte Nazionalista Americano o, inizialmente, come Alleanza Nazionalista Ariana, è una coalizione di partiti politici statunitensi di estrema destra, accomunati da ideologie come il neonazismo, il razzismo e il suprematismo bianco. Il Fronte Nazionalista nacque nel 2016, fondato dai leader del National Socialist Movement e del Partito Tradizionalista dei Lavoratori, con lo scopo di unire sotto un'unica bandiera tutti i suprematisti bianchi d'America. In seguito vi si aggiunsero anche la League of the South, Vanguard America e membri del Ku Klux Klan.

## Storia
La coalizione nacque nel 2016 su volontà dei leader dei partiti neonazisti National Socialist Movement e Partito Tradizionalista dei Lavoratori, per riunire tutti i partiti di estrema destra americani e permettere loro di raggiungere un buon numero di voti alle elezioni del 2016. In origine il Fronte Nazionalista era noto come Alleanza Nazionalista Ariana, ed era composto principalmente da skinhead neonazisti e membri del Ku Klux Klan. Il logo del gruppo era costituito da due mani unite con la croce celtica, noto simbolo neofascista, sullo sfondo, circondata da lupi. Solo in seguito fu adottato il logo attuale. Nel 2017 entrarono a far parte del Fronte Nazionalista anche la League of the South, Vanguard America e l'Aryan Strikeforce.

## Ideologia ed attività
L'ideologia del Fronte Nazionalista ruota intorno all'imposizione negli Stati Uniti dei principi del neonazismo secondo l'ideologia di Hitler, e al desiderio della creazione di un etnostato separato bianco. Il gruppo partecipò alla manifestazione Unite the Right dell'agosto 2017 a Charlottesville, in Virginia, e, nello stesso anno, organizzò un raduno di suprematisti bianchi a Pikeville, in Kentucky, che ha attirato centinaia di sostenitori. La coalizione e i partiti che la formano sono considerati organizzazioni estremiste e gruppi d'odio.

## Membri

### Membri attuali
- National Socialist Movement (partito fondatore)
- Vanguard America
- Patriot Front
- Aryan Strikeforce

### Ex-membri
- Partito Tradizionalista dei Lavoratori (partito fondatore)
- League of the South